# 김진표 (정치인)
김진표(金鎭杓, 1947년 5월 4일~)는 대한민국의 정치인이다. 제17·18·19·20·21대 국회의원이며, 제21대 국회에서는 후반기 국회의장을 지냈다. 1974년 제13회 행정고시에 합격 후 공직을 시작하여 김대중 정부에서 장관급인 국무조정실장을, 노무현 정부에서는 부총리를 지냈다. 2004년 제17대 국회의원에 당선되었고, 제18대 국회의원에 재선된 후에는 민주당 원내대표를 역임했으며, 5선 국회의원이다. 문재인 정부 출범과 함께 국정기획자문위원회 위원장을 맡았다.

## 생애
부유한 집안에서 태어났고, 경복고등학교를 거쳐 1971년에 서울대학교 법과대학 법학과를 졸업하였다.
1974년 행정고시에 합격하고, 재무부에서 공무원으로 근무했다. 1984년 미국 위스콘신 대학교 대학원을 졸업했다.
김대중 정부에서 청와대 정책기획수석, 국무조정실장을 거쳐 노무현 대통령 당선 직후 대통령직 인수위원회 부위원장을 맡기도 했으며, 노무현 정부 시절 부총리 겸 재정경제부 장관과 교육인적자원부 장관 등을 역임하였다.
2004년 열린우리당 소속으로 수원시 영통구에 출마하여 제17대 국회의원으로 당선되었고, 재선에 성공한 후 민주당 최고위원, 원내대표를 역임했다.
문재인 정부 출범 직후에는 대통령직인수위원회를 대신해 문재인 대통령 임기 동안 추진할 국정과제를 선별하고 정부 청사진을 마련할 국정기획자문위원회 위원장을 맡았다. 제21대 국회 후반기 국회의장으로 재임하였다.

## 학력
- 서호국민학교 졸업
- 수원중학교 졸업
- 경복고등학교 졸업
- 서울대학교 법과대학 법학 학사
- 위스콘신 대학교 대학원 정책학 석사

## 경력
- 1974년 - 행정고시 합격(13회)
- 1974년 - 대전지방국세청 부과국 소비세과장, 사무관
- 1975년 12월 - 재무부 세제국 사무관
- 1983년 4월 - 국세청 세무공무원교육원 교수부 사무관(4급)
- 1985년 3월 - 재무부 세제국 소비세제과장
- 1988년 6월 - 재무부 세제국 재산세제과장
- 1991년 3월 - 재무부 세제국 조세정책과장
- 1992년 8월 - 국장(3급) 조세연구원 설립 책임관 파견
- 1993년 4월 - 재무부 세제 총괄심의관
  - 금융실명제 도입 실무단 부단장 겸임
- 1994년 12월 - 재정경제원 국세심판소 상임심판관
- 1995년 1월 - 재정경제원 부동산실명제 준비단 부단장 겸임
- 1995년 4월 - 재정경제원 대외경제국 대외경제심의관
- 1996년 1월 - 재정경제원 공보관, 이사관(2급)
- 1996년 5월 - 부총리 비서실장
- 1996년 10월 - 재정경제부 금융정책실 은행보험심의관
- 1998년 3월 - 재정경제부 세제실 재산소비세심의관
- 1998년 6월 - 재정경제부 세제실 세제총괄심의관
- 1998년 11월 - 재정경제부 ASEM 준비기획단 사업추진본부장, 관리관(1급)
- 1999년 1월 - 재정경제부 세제실장
- 2001년 4월~2002년 1월 - 재정경제부 차관
- 2002년 1월~2002년 7월 - 대통령비서실 정책기획수석비서관
- 2002년 7월~2003년 2월 - 국무조정실장(장관급)
- 2002년 12월~2003년 2월 - 노무현 대통령직인수위원회 부위원장
- 2003년 2월~2004년 2월 - 부총리 겸 재정경제부 장관
- 2004년 4월 15일 - 대한민국 제17대 국회의원 선거 당선(경기 수원시 영통구, 열린우리당, 초선)
- 2004년 5월~2008년 5월 - 제17대 국회의원(경기 수원시 영통구, 열린우리당→대통합민주신당→통합민주당, 초선)국회 국방위원회 위원(전), 국회 재정·조세연구회 회장(전), 신산업정책포럼 대표, 열린우리당 수도권발전대책위원장
- 2005년 1월~2006년 7월 - 부총리 겸 교육인적자원부 장관
- 2006년 8월~2007년 2월 - 열린우리당 직능광역위원장
- 2007년 2월~2007년 8월 - 열린우리당 정책위원회 의장
- 2007년 8월~2008년 2월 - 대통합민주신당 정책위원회 의장
- 2008년 1월~2008년 2월 - 대통합민주신당 정부조직 개편 특별위원장
- 2008년 4월 9일- 대한민국 제18대 국회의원 선거 당선(경가 수원시 영통구, 통합민주당, 재선)
- 2008년 5월~2012년 5월 - 제18대 국회의원(경기 수원시 영통구, 통합민주당→민주당→민주통합당, 재선)
- 2008년~2011년 - 민주당 경기도당 수원시 영통구 지역위원회 위원장
- 2008년 7월 - 국회 신성장산업 포럼 회장, 민주당 최고위원,국회 교육과학기술위원회 의원
- 2010년 6월 국회 지식경제위원회 의원, 민주당 참좋은지방정부위원회 위원장
- 2011년 5월~2011년 12월 - 민주당 원내대표
- 2011년 12월~2012년 5월 - 민주통합당 원내대표
- 2011년 12월~2012년 5월 민주통합당 경기도당 수원시 영통구 지역위원회 위원장
- 2012년 4월 11일 - 대한민국 제19대 국회의원 선거 당선(경기 수원시 정, 민주통합당, 3선)
- 2012년 5월~2014년 5월 - 제19대 국회의원(경기 수원시 정, 민주통합당→민주당→새정치민주연합, 3선)
- 2012년 5월~2013년 5월 - 민주통합당 경기도당 수원시 정 지역위원회 위원장
- 2013년 5월~2014년 3월 - 민주당 경기도 수원시 정 지역위원회 위원장
- 2014년 3월~2014년 5월 - 새정치민주연합 경기도당 수원시 정 지역위원회 위원장
- 2014년 5월~2014년 6월 - 제6회 전국동시지방선거 새정치민주연합 경기도지사 후보
- 2016년 4월 13일 - 대한민국 제20대 국회의원 선거 당선(경기 수원시 무, 더불어민주당, 4선)
- 2016년 5월~2020년 5월 - 제20대 국회의원(경기 수원시 무, 더불어민주당, 4선)
- 2016년 5월~2022년 7월 - 더불어민주당 경기도당 수원시 무 지역위원회 위원장
- 2017년 5월~2017년 7월 - 국정기획자문위원회 위원장
- 2020년 4월 15일 - 대한민국 제21대 국회의원 선거 당선(경기 수원시 무, 더불어민주당, 5선)
- 2020년 5월~2024년 5월 - 제21대 국회의원(경기 수원시 무, 더불어민주당→무소속→더불어민주당, 5선)
- 2020년 10월~2022년 7월 - 한일의원연맹 회장
- 2022년 7월~2024년 5월 - 제21대 국회 후반기 국회의장
- 2025년 4월~ - 더불어민주당 상임고문

## 역대 선거 결과
|  | 48.34% |

|  | 49.83% |

|  | 61.02% |

|  | 49.56% |

|  | 51.48% |

|  | 55.22% |

## 소속 정당
| 소속 정당 | 소속 정당      | 소속 기간 | 비고           |
| --------- | -------------- | --------- | -------------- |
|           | 새천년민주당   | 2003      | 정계 입문      |
|           | 무소속         | 2003      | 탈당           |
|           | 열린우리당     | 2003~2007 | 창당           |
|           | 대통합민주신당 | 2007~2008 | 합당           |
|           | 통합민주당     | 2008      | 합당           |
|           | 민주당         | 2008~2011 | 당명 변경      |
|           | 민주통합당     | 2011~2013 | 합당           |
|           | 민주당         | 2013~2014 | 당명 변경      |
|           | 새정치민주연합 | 2014~2015 | 합당           |
|           | 더불어민주당   | 2015~2022 | 당명 변경      |
|           | 무소속         | 2022~2024 | 탈당           |
|           | 더불어민주당   | 2024~현재 | 복당 정계 은퇴 |

## 같이 보기
- 수원시 영통구 (선거구)
- 수원시 정
- 수원시 무
- 수원시 영통구의 국회의원
- 수원시 권선구의 국회의원
- 수원시의 국회의원
- 대한민국의 대통령비서실 수석비서관
- 대한민국의 기획재정부 차관
- 대한민국의 기획재정부 장관
- 대한민국의 교육부 장관
- 대한민국의 경제부총리
- 대한민국의 사회부총리
- 대한민국의 국무조정실장
- 대한민국의 국회의장